# Nonmanuelles Merkmal
Ein Nonmanuelles Merkmal (auch nonmanuelles Signal/Funktion/Parameter oder Gebärdensprachausdruck) sind Bestandteile von Gebärdensprachen, bei denen die Hände nicht verwendet werden. Nonmanuelle Merkmale sind grammatikalisiert und ein notwendiger Bestandteil vieler Gebärden, genau wie manuelle Merkmale. Nichtmanuelle Merkmale erfüllen eine ähnliche Funktion wie die Intonation in gesprochenen Sprachen.

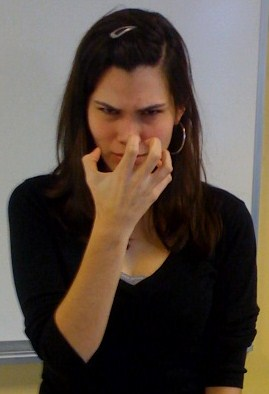
ASL-Gebärde für „wütend“ – beachten Sie die gerunzelten Augenbrauen

## Zweck
Nonmanuelle Merkmale in Gebärdensprachen funktionieren nicht auf dieselbe Weise wie die allgemeine Körpersprache und Mimik in gesprochenen Sprachen. In gesprochenen Sprachen können sie zusätzliche Informationen liefern, sind aber nicht notwendig, damit der Empfänger die Bedeutung der Äußerung versteht (zum Beispiel kann eine autistische Person keine Mimik verwenden und trotzdem ihre Bedeutung klar vermitteln, und Menschen mit Sehbehinderung können gesprochene Äußerungen verstehen, ohne visuelle Hilfsmittel zu benötigen). Umgekehrt sind nichtmanuelle Merkmale erforderlich, um die volle Bedeutung vieler Gebärden zu verstehen, und sie können die Bedeutung einzelner Gebärden drastisch verändern. Zum Beispiel haben in ASL die Gebärden HERE (hier) und NOT HERE (nicht hier) dieselbe manuelle Gebärde und werden nur durch nichtmanuelle Merkmale unterschieden.
Darüber hinaus funktionieren nichtmanuelle Merkmale nicht auf dieselbe Weise wie Gesten (die sowohl in Laut- als auch in Gebärdensprachen vorkommen), da nichtmanuelle Merkmale grammatikalisch festgelegt sind.  Aus diesem Grund müssen nichtmanuelle Merkmale in Gebärdenschriftsystemen einbezogen werden.

## Form
In Gebärdensprachen leisten die Hände den Großteil der Arbeit, indem sie Phoneme bilden und denotationale Bedeutung vermitteln. Zusätzliche Bedeutung entsteht jedoch durch die Verwendung nichtmanueller Merkmale. Trotz der wörtlichen Bedeutung von manuell sind nicht alle Zeichen, bei denen andere Körperteile verwendet werden, nichtmanuelle Merkmale der Sprache. Im Allgemeinen bezieht sich „manuell“ auf Informationen, die in der oberen Körperhälfte ausgedrückt werden, wie Kopf, Augenbrauen, Augen, Wangen und Mund in verschiedenen Haltungen oder Bewegungen.
Nichtmanuelle Merkmale haben zwei Hauptaspekte – Ort und Umgebung. Dies sind die nichtmanuellen Äquivalente zu Handform, Handstellung (Orientierung), Ausführungsstelle und Bewegung (englisch HOLM für handshape, orientation, location und movement) in manuellen Gebärdenkomponenten. Der Ort bezieht sich auf das verwendete Körperteil und Umgebung auf den Zustand, in dem er sich befindet. Beispielsweise hat die Auslan-Gebärde für WHY nichtmanuelle Merkmale, die notwendig sind, um es von der Gebärde BECAUSE zu unterscheiden. Eines dieser nichtmanuellen Merkmale kann als der Ort (hier Augenbrauen) und die Umgebung (hier gerunzelt) beschrieben werden.
Obwohl das Mundbild mit dem Gesicht ausgeführt wird, wird es nicht immer als nichtmanuelles Merkmal angesehen, da es kein natürliches Merkmal von Gebärdensprachen ist, sondern aus der/den lokalen Lautsprache(n) übernommen wurde. Aus diesem Grund wird darüber diskutiert, ob die Mundbewegung ein Merkmal von Gebärdensprachen oder eine Form von Code-Switching ist.

## Arten

### Lexikalisch
Viele lexikalische Gebärden verwenden neben der manuellen Artikulation auch nichtmanuelle Merkmale. So können beispielsweise emotionale Verben von Gesichtsausdrücken begleitet werden, wie die Gebärde für WÜTEND in der Český znakový jazyk (Tschechischen Gebärdensprache).
Nichtmanuelle Elemente können lexikalisch kontrastiv sein. Ein Beispiel ist die ASL-Gebärde für NOT YET (noch nicht), dass zusätzlich zum manuellen Teil der Gebärde erfordert, dass die Zunge die Unterlippe berührt und der Kopf von einer Seite auf die andere rotiert. Ohne diese Merkmale würde die Gebärde als LATE interpretiert werden. Auch Mundbewegungen können kontrastiv sein, wie bei den manuell identischen Gebärden für DOCTOR (Arzt) und BATTERY (Batterie) in der Nederlandse Gebarentaal (Niederländischen Gebärdensprache).
In einigen Sprachen gibt es eine kleine Anzahl von Wörtern, die gänzlich durch nichtmanuelle Merkmale gebildet werden. In der Polski Język Migowy (Polnischen Gebärdensprache) beispielsweise wird eine Gebärde verwendet, um auszudrücken, dass der Benutzer eine Äußerung selbst korrigieren oder umformulieren möchte; die beste Übersetzung lautet wahrscheinlich ICH MEINE. Die Gebärde wird durch Schließen der Augen und Schütteln des Kopfes gebildet. Da die Hände nicht verwendet werden, kann es gleichzeitig mit der Umformulierung der Aussage verwendet werden.
Verstärker können durch nichtmanuelle Merkmale ausgedrückt werden, da sie den Vorteil haben, gleichzeitig mit manuellen Gebärden ausgedrückt zu werden. In Auslan können aufgeblasene Wangen gleichzeitig mit der manuellen Gebärde LARGE (groß) verwendet werden, um die Gebärde besser als GIGANTIC (riesig) zu übersetzen.
Auch nichtmanuelle Merkmale sind Bestandteil vieler Gebärdennamen.

#### Ausdruck
In Gebärdensprachen sind Ausdrücke die charakteristischen Körperhaltungen und Gesichtsausdrücke, die das Gebärden begleiten und die für die richtige Wortbildung erforderlich sind. Der Ausdruck ist neben Handform, Ausrichtung, Position und Bewegung eine von fünf Komponenten einer Gebärde. Eine wichtige Komponente des Ausdrucks ist das Mundbild. Allerdings haben nicht alle Gebärden einen inhärenten Ausdruck.

### Phrasal
Viele grammatische Funktionen werden nichtmanuell ausgeführt, darunter Fragen, Verneinungen, Relativsätze und Topikalisierung sowie Konditionalsätze. ASL und BSL verwenden ähnliche nichtmanuelle Markierungen für Ja–Nein-Fragen — sie werden durch hochgezogene Augenbrauen und eine Neigung des Kopfes nach vorne angezeigt. Dies funktioniert ähnlich wie die Tonhöhenanhebung im Englischen bei diesen Fragen.
Nichtmanuelle Merkmale werden häufig verwendet, um Rollenwechsel grammatikalisch auszudrücken. Das ist der Fall, wenn der Gebärdende zwischen zwei oder mehr Personen wechselt, die er zitiert. In der Deutschen Gebärdensprache kann dies beispielsweise dadurch geschehen, dass der Gebärdende den Gebärdenraum nutzt, um zitierte Rede mit Pronomen zu verknüpfen. Es kann auch durch Blick- oder Kopfbewegungen ausgedrückt werden.
Adjektivphrasen können mit nichtmanuellen Merkmalen gebildet werden. So bedeutet in der ASL ein leicht geöffneter Mund mit entspannter und im Mundwinkel sichtbarer Zunge carelessly (nachlässig), während ein ähnliches nichtmanuelles Merkmal in der BSL boring (langweilig) oder unpleasant (unangenehm) bedeutet.

### Diskurs
Diskursfunktionen wie das Abwechseln werden größtenteils durch Kopfbewegungen und Blickkontakt geregelt. Da der Adressat in einem Gebärdengespräch den Gebärdenden beobachten muss, kann dieser vermeiden, dass die andere Person an die Reihe kommt, indem er sie nicht ansieht, oder er kann durch Blickkontakt anzeigen, dass die andere Person an die Reihe kommen könnte.

## Anerkennung in der Wissenschaft
In frühen Studien zu Gebärdensprachen, die von Hörforschern durchgeführt wurden, wurden nichtmanuelle Merkmale weitgehend ignoriert. In den 1960er Jahren entwickelte William Stokoe ein System der Gebärdensprachenphonologie für die American Sign Language und war einer der ersten Forscher, der nichtmanuelle Merkmale in seinen Schriften diskutierte, als er in seinen Schriften diakritische Zeichen verwendete, um sechs verschiedene Gesichtsausdrücke basierend auf ihrer Bedeutung im Englischen zu kennzeichnen.
Von Stokoes Schriften bis in die 1990er Jahre wurden Gesichtsausdrücke in einigen Studien zu Gebärdensprachen diskutiert, und das Bewusstsein für sie als grammatikalischen Aspekt von Gebärdensprachen begann zu wachsen. Im 21. Jahrhundert ist die Diskussion über nichtmanuelle Zeichen sowohl in der Forschung zu einzelnen Sprachen als auch in der Gebärdensprachausbildung häufiger geworden, teilweise aufgrund des gestiegenen Bewusstseins für Minimalpaare in der automatischen Gebärdenspracherkennungstechnologie.